# كرزيستوف ماريك
كرزيستوف ماريك (بالبولندية: Krzysztof Marek)‏ هو مجدف بولندي، ولد في 12 مارس 1949 في غدانسك في بولندا.

## وصلات خارجية
- كرزيستوف ماريك على موقع الاتحاد الدولي للتجديف (الإنجليزية)
- كرزيستوف ماريك على موقع اللجنة الأولمبية الدولية (الإنجليزية)
- كرزيستوف ماريك على موقع أوليمبيديا (الإنجليزية)
- كرزيستوف ماريك على موقع اللجنة الأولمبية البولندية (مؤرشف) (البولندية)